# 丹羽仁史
丹羽 仁史（にわ ひとし、1964年 - ）は大阪府生まれの、日本の医学者・医師。幹細胞生物学の研究者として知られる。学位は、博士（医学）（熊本大学）。理化学研究所多細胞システム形成研究センターチームリーダーを経て、熊本大学発生医学研究所所長・教授。

## 来歴・人物
1983年東大寺学園高等学校卒業。1989年奈良県立医科大学医学部医学科卒業、医師国家試験合格。1993年3月熊本大学大学院医学系研究科修了、熊本大学より博士（医学）の学位を取得。
1993年文部教官採用、熊本大学医学部遺伝発生医学研究施設発生遺伝部助手、1994年エジンバラ大学ゲノム研究センターリサーチフェロー、1996年大阪大学医学部栄養学教室助手。2001年理化学研究所発生・再生科学総合研究センター多能性幹細胞研究チームチームリーダー。2002年から神戸大学大学院医学系研究科生理学・細胞生物学講座発生・再生医学分野客員教授兼務。2009年発生・再生科学総合研究センター多能性幹細胞研究プロジェクトプロジェクトリーダー。
2014年4月より独立行政法人理化学研究所研究不正再発防止改革推進本部検証実験チーム副チームリーダー。同年11月の再編により、独立行政法人理化学研究所神戸研究所多細胞システム形成研究センター（CDB）幹細胞臓器再生研究プログラム多能性幹細胞研究チームチームリーダー。
2015年4月から母校熊本大学発生医学研究所幹細胞部門多能性幹細胞分野教授を務め、2020年4月から熊本大学発生医学研究所所長。所属学会は、日本分子生物学会、日本発生生物学会、日本人類遺伝学会、日本癌学会。

## 著作など

### 学位論文
- 丹羽仁史 (1993-03). An efficient gene-trap method using poly A trap vectors and characterization of gene-trap events. 博士論文（甲第894号）. 熊本大学（日本語題名：ポリAトラップベクターを用いた効率的なジーントラップ法の開発とその解析）

### 主な解説・総説
- 宮崎純一、丹羽仁史「ES細胞からのin vitro分化とその応用」『動物遺伝育種研究』第28巻第1号、2000年、29-37頁。
- 丹羽仁史「分化多能性を規定する転写因子ネットワーク」『臨床血液』第50巻第10号、2009年、1524-1530頁。
- 丹羽仁史「幹細胞の多能性を規定する分子機構」『領域融合レビュー』第1巻e008、2012年12月11日。

### 報告資料
- 相澤慎一・丹羽仁史『STAP現象の検証の実施について』（PDF）（プレスリリース）理化学研究所、2014年4月7日。
- 相澤慎一・丹羽仁史『STAP現象の検証の中間報告』（PDF）（プレスリリース）理化学研究所、2014年8月27日。
- 相澤慎一・丹羽仁史『STAP現象の検証結果について』（PDF）（プレスリリース）理化学研究所、2014年12月19日。

## 業績など

### 競争的資金
以下は丹羽が研究代表者のもの。
- 科学研究費補助金
  - 丹羽仁史 (1998). 染色体外発現ベクター系を用いた胚幹細胞の分化を規定する遺伝子の検索 (Report). 奨励研究A. 大阪大学.（1997-1998年度）
  - 丹羽仁史 (1999). Oct-3/4による初期分化決定機構の解析 (Report). 特定領域研究A. 大阪大学.（1999年度）
  - 丹羽仁史 (2001). ES細胞の無血清無フィーダー培養系の確立とそれによる純系マウス由来ES細胞の樹立 (Report). 基盤研究B. 理化学研究所.（1999-2001年度）
  - 丹羽仁史 (2001). インスレーターの発生工学への応用 (Report). 奨励研究A. 理化学研究所.（2000-2001年度）
  - 丹羽仁史 (2000). Oct-3/4による初期分化決定機構の解析 (Report). 特定領域研究A. 大阪大学.（2000年度）
  - 丹羽仁史 (2002). ES細胞を用いた未分化細胞が分化する過程の網羅的解析 (Report). 特定領域研究. 理化学研究所.（2002年度）
  - 丹羽仁史 (2006). 転写制御から見た体細胞初期化機構の解析 (Report). 特定領域研究. 理化学研究所.（2002-2006年度）
  - 丹羽仁史 (2003). Oct-3/4とCdx-2による栄養外胚葉分化制御機構の解析 (Report). 特定領域研究. 理化学研究所.（2002-2003年度）
  - 丹羽仁史 (2006). 胚様体の表層はなぜ原始内胚葉に分化するのか (Report). 基盤研究B. 理化学研究所.（2004-2006年度）
- 戦略的創造研究推進事業CREST
  - 研究領域「人工多能性幹細胞（iPS細胞）作製・制御等の医療基盤技術」研究課題「分化細胞に多能性を誘導する転写因子ネットワークの構造解析」（2008年6月-2014年3月） [11]

### 取得特許
- 特許第4374419号「多能性幹細胞培養用の組成物とその使用」（特許権者：独立行政法人理化学研究所、発明者：丹羽仁史・小川和也、特許登録：2009年9月18日、特許期限：2023年10月31日）